# Ulrich Kirchhoff
Ulrich Kirchhoff (Lohne, 9 de agosto de 1967) é um ginete de elite alemão, especialista em saltos, bicampeão olímpico.

## Carreira
Ulrich Kirchhoff representou seu país nos Jogos Olímpicos de 1996, na qual conquistou a medalha de ouro nos saltos individual e por equipes.